# Хесус Бандрес
Хесус Бандрес (ісп. Jesús Bandrés; нар. 30 січня 1991) — колишній венесуельський тенісист.
Найвищу одиночну позицію світового рейтингу — 824 місце досяг 14 листопада 2011, парну — 642 місце — 22 червня 2015 року.

## Фінали ITF Ф'ючерс

### Парний розряд: 5 (1–4)
| Результат | В-П | Дата     | Турнір                      | Покриття | Партнер               | Суперники                                  | Рахунок             |
| --------- | --- | -------- | --------------------------- | -------- | --------------------- | ------------------------------------------ | ------------------- |
| Поразка   | 0–1 | Сер 2013 | Венесуела F5, Каракас       | Тверде   | Луїс Фернандо Рамірес | Луїс Давід Мартінес Роберто Майтін         | 6–2, 6–7(5), [3–10] |
| Поразка   | 0–2 | Чер 2014 | США F17, Оклахома-Сіті      | Тверде   | Ґонсало Ескобар       | Маккензі Макдоналд Мартін Редліцкі         | 6–4, 6–7(3), [8–10] |
| Поразка   | 0–3 | Лип 2014 | Венесуела F1, Каракас       | Тверде   | Луїс Фернандо Рамірес | Луїс Давід Мартінес Матео Ніколас Мартінес | 6–7(6), 2–6         |
| Перемога  | 1–3 | Тра 2015 | США F14, Віро-Біч (Флорида) | Ґрунт    | Луїс Фернандо Рамірес | Максіміліано Естевес Крістофер Гелліар     | 7–6(3), 6–1         |
| Поразка   | 1–4 | Лип 2016 | США F24, Годфрі             | Тверде   | Факундо Мена          | Нейтан Понвіт Еміл Рейнберґ                | 3–6, 4–6            |